# حارة الأوراس (زنجبار)
الأوراس هي إحدى حارات حي الطميسي بمدينة زنجبار التابعة لمحافظة أبين، بلغ تعداد سكانها 868 نسمة حسب تعداد اليمن لعام 2004.